# Grasă de Cotnari

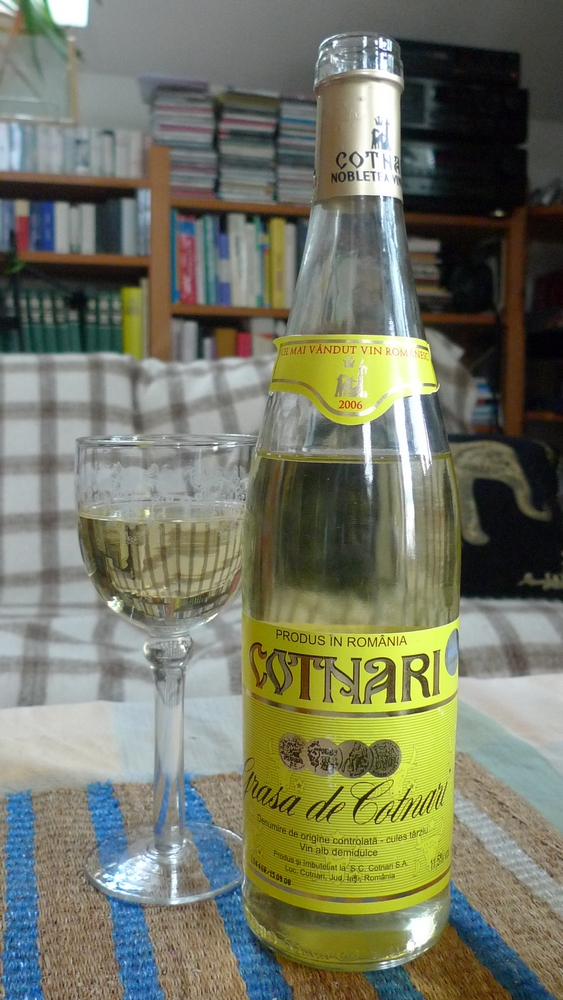

Grasă de Cotnari är en grön druva som härstammar från Rumänien. Den har stora feta bär och namnet betyder "fet från Cotnari". Cotnari är ett område och en småstad i Rumänien som ligger i gränstrakterna till Moldavien. I Ungern heter druvan Kövérsölö och det namnet betyder "tjockbär". Det är förmodligen en mycket gammal druva, vilket kan avgöras genom att den har så många olika synonyma dialektala namn. Ampelografen och pomologen Hermann Goethe (1837-1911) skrev om druvan redan 1876 och menade då att den kom från Transsylvanien.
Grasă de Cotnari odlades på 562 hektar i Rumänien år 2017. Hur mycket som var planterat i Moldavien är okänt, men den är inte registrerad som en viktig druva där. I Ungern är Grasă godkänd för användning i den söta vintypen Tokajer men används i liten utsträckning. Grasă de Cotnari kan nå mycket höga sockerhalter och har tunt druvskal, och är därför lämpad för produktion av s.k. botrytiserade viner (viner angripna av ädelröta). Druvan tål mycket låga vintertemperaturer, ner till minus 20 grader.
Det hävdas att Grasă har odlats mycket länge i Cotnari men det är mer troligt att den likt flera berömda druvor kommer från en druva som heter Heunisch Weiss (Gouais blanc) och då har den uppstått runt 1000-talet. Syskon är i så fall Frăncuşă och halvsyskon är Chardonnay. Charlotte Gilby MW kallar Heunisch Weiss för "promiskuös" eftersom den är förälder till så många sorter. Den andra föräldern till Grasă är okänd.
Ett typiskt vin från DOC (appellationen) Cotnari är en blandning av rumänska druvorna Frâncuşă (ca. 20%), Fetească  Albă (ca. 30%), Grasă de Cotnari (ca. 30%) och Busuioacă (ca. 10%). Området domineras av två stora tillverkare med "Cotnari" i företagsnamnet och mindre företag har haft svårt att etablera sig. Det var en konflikt 2008 om namnet Cotnari, men eftersom det är en appellation (PDO/DOC) förlorade det större företaget och ett mindre företag vann med hjälp av EU:s regler om appellationer. Företag kan inte ha ensamrätt på ett PDO utan alla som tillverkar vin som uppfyller kraven kan använda namnet.